# 남관초등학교
남관초등학교는 대한민국 전북특별자치도 완주군에 있는 공립 초등학교이다.

## 학교 연혁
- 1947. 05. 30.상관초등학교 용암분교로 설립
- 1955. 04. 01.남관초등학교 개교(4학급)

## 참고 자료
- 남관초등학교 - 한국교육학술정보원 학교알리미